# Lamborghini Trattori

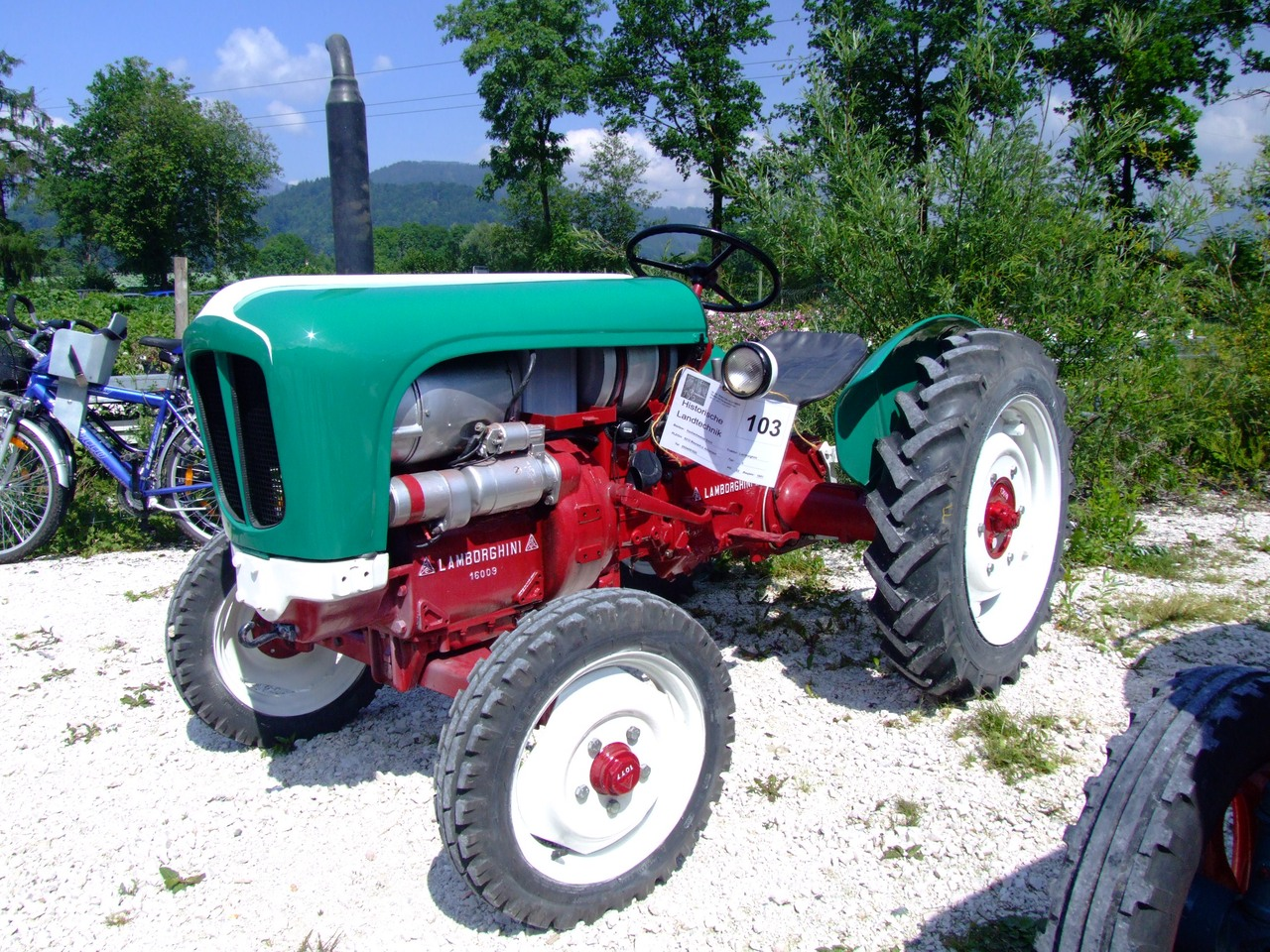
Lamborghinetta (1957)

Lamborghini Trattori — итальянская компания, основанная Ферруччо Ламборгини в 1948 году и с 1971 года входящая в группу SAME Deutz-Fahr. Специализируется на производстве тракторов.
До 1963 года её эмблемой (предшествующей знаменитому быку), был треугольник с надписью «FLC» (Ferruccio Lamborghini Cento)

## История

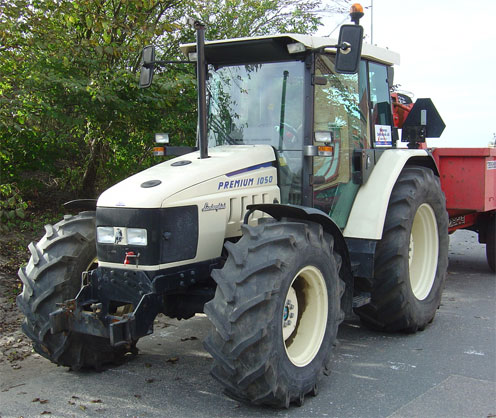
Lamborghini Premium 1050

Началом деятельности основанной уже после Второй мировой войны компании были переделки брошенной на полях сражений разбитой военной техники.
Первым же выпущенным трактором стала модель L33 (1951), массой в 1270 кг, развивавший скорость 15 км/час. Вслед за ним в 1952 году появились новые модели: DL 15, DL 20, DL30. В 1955 был представлен первый гусеничный трактор DL 25C, не достигший коммерческого успеха, и уже в следующем году его сменил DL 30C.
В 1957 году выпущена модель Lamborghinetta. Предпринимались попытки производства вертолётов, но компания не смогла добиться на это необходимых разрешений, и её руководство решило сосредоточиться на выпуске спортивных автомобилей класса «люкс».
Через несколько лет после того, как в 1963 была основана автомобильная компания Lamborghini, в 1970 подразделение, занимавшееся тракторами было продано — сперва инвестиционному обществу GEPI, а затем его владельцем стал Франческо Кассани, основатель S.A.M.E.

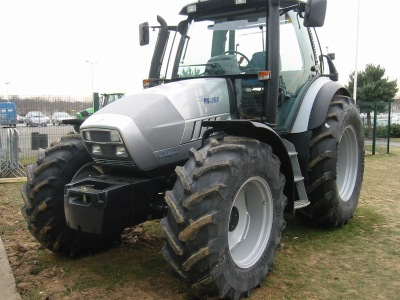
Lamborghini R6.150

C 1972 года компания увеличила выпуск техники с двух тысяч штук ежегодно в четыре раза. Часть полученной прибыли пошла на расширение. После приобретения швейцарской фирмы Hürlimann название сменилось на SLH, (SAME-Lamborghini-Hürlimann), а с покупкой в 1996 году фирмы Deutz-Fahr, — SAME Deutz-Fahr Group (SDF). На данный момент SDF является третьей по количеству выпускаемых машин тракторостроительной компанией Европы.

## Продукция фирмы

### Колёсные тракторы
- Trattrice carioca (двигатель Morris) (1949)
- L33 (двигатель Morris) (1951)
- DL15 (двигатель Nanni-Lanova) (1951)
- DL20 (двигатель MWM), DL25(двигатель Lombardini), DL30(двигатель Perkins) (1952)
- DL25 DL30 DL40 новые модели с двигателем MWM (1953)
- 20HP — 25HP — 30HP — 36HP — 40HP — 50HP (anni ‘50)
- Lamborghinetta (1957)
- Lamborghini Universal (1957)
- 1R — 2R — 4R (1961)
- 7R (1966)
- R226 (1967-69)
- R340 (1967)
- R230 — R235 (1969)
- R503 — R603 (1973)
- 583—660 — 674.70 (1975)
- 654—754 — 784—854 — 955 (1975-79)
- 775F — 880F — 904 — 990F (1977)
- R1056 — 1156—1256 — 1356—1556 (1977-81)
- 483—583 — 653—683 — 684 (1982)
- 956—1106 — 1306—1506 — 1706 (1983)
- 550—660 (1986)
- 674/70 — 774/80 — 874/90 (1986-90)
- 600—700 (1989)
- Grand Prix 674/70 — 774/80 — 874/90 (1989-98)
- Formula 105—115 — 135 (1989-96)
- Racing 150—165 — 190 (1991-01)
- Traction 240—265 (1993-98)
- Crono 554/90 — 564/60 — 574/70 (1993-01)
- Sprint 664/60 — 674/70 (1995-00)
- Premium 850—950 — 1050—1060 (1995-04)
- Formula 115—135 (1996-00)
- Grand Prix LS 674/70 — 774/80 — 874/90 (1998-03)
- Champion 120—135 — 150 (1998-04)
- Victory 230—260 (1999-01)
- Sprint 654/55 — 664/65 — 674/75 — 684/85 (2000-04)
- Premium 1100—1300 (2000-03)
- Champion 160—180 — 200 (2000-04)
- Victory Plus 230—260 (2001-04)
- R2 — RS — R7 (2003)
- R6 (2004)

### Гусеничные тракторы
- DL25C (1955)
- DL30 (1956)
- 1C 5C(1961)
- 4C (1962)
- 226C (1967)
- Serie C500L
- Serie C352 — Serie C553 C320l
- Serie C653
- 674-70
- Serie C400 — C600
- Serie C (2004)

## Современные модели
- Serie R1 (35 и 55 л. с.)
- Serie Crono F Target (60 — 70 л. с.)
- Serie CV — CF — C- C six (гусеничные) (70 и 110 л. с.)
- Serie R2 (60 и 100 л. с.)
- Serie RS — Serie RF — Serie RV (70 и 110 л. с.)
- Serie R3 — R3T — R3TB — R3 Evo (90-100 л. с.)
- Serie R4 (100 cv) — R4 VRT (110 cv) — R4 ITALIA (110 л. с.)
- Serie R5 Evo (140 и 160 л. с.)
- Serie Nitro T4i и Nitro VRT T4i (100 и 130 л. с.)
- Serie R6 100—120 — R6 VRT — R6 130—180.7
- Serie Spark T4i и Spark VRT T4i (120 и 190 л. с.)
- Serie Mach VRT T4i (210 и 265 cv)
- Автопогрузчики